# Włócznia z Clacton-on-Sea

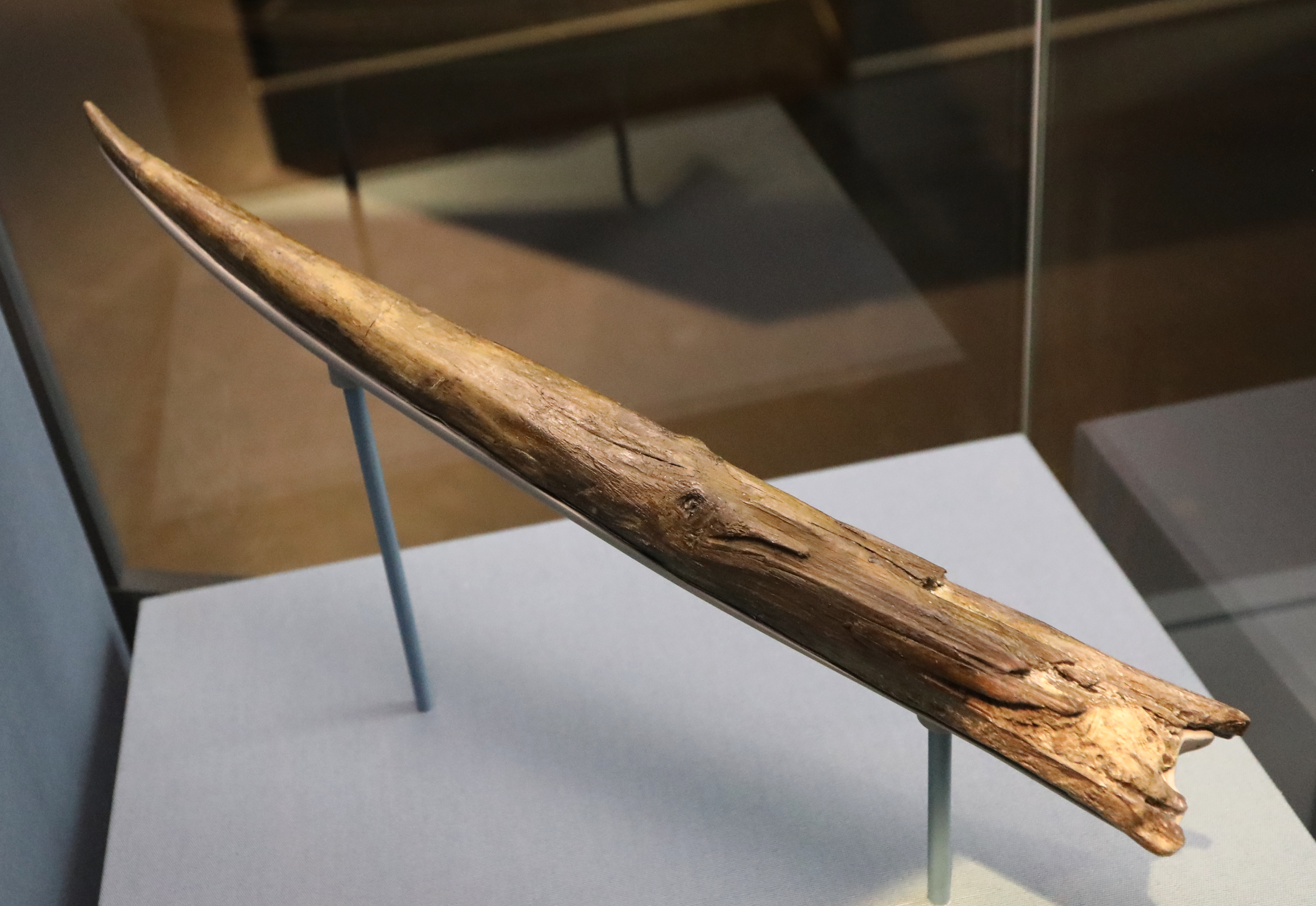
Włócznia z Clacton-on-Sea w londyńskim Muzeum Historii Naturalnej

Włócznia z Clacton-on-Sea – czubek drewnianej włóczni odkrytej w Clacton-on-Sea. Szacowana na 400 000 lat i uważana za najstarsze znane zachowane narzędzie drewniane.
Odkryta w 1911 r. przez Samuela Hazzledine'a Warrena. Obecnie przechowywana (i wystawiona na ekspozycji) w Muzeum Historii Naturalnej w Londynie.